# Aleksander Wilkoń
Aleksander Piotr Wilkoń, né le 23 mars 1935 à Bogucice près de Wieliczka, mort le 16 mars 2022 à Sosnowiec, est un linguiste polonais. Ses recherches portent sur la stylistique, la linguistique polonaise, la philologie slave, l'histoire de la langue polonaise et les études culturelles. Il est notamment l'auteur d'articles sur la langue de Żeromski et l'onomastique stylistique.

## Biographie
Aleksander Wilkoń a fait des études de philologie à l'université Jagellonne de Cracovie, où il commence à travailler comme assistant à partir de 1959, puis, une fois son doctorat soutenu, comme maître-assistant. Il a travaillé à l'université de Nancy (1969-1972), à l'université Paris-Sorbonne (1989-1994), à l'Instituto Universitario Orientale à Naples (de 1994 à 2005), à l'École nationale supérieure professionnelle de Tarnów (de 2007 à 2019). 
Depuis 1976, il est lié à l'Université de Silésie à Katowice, où il exerce diverses responsabilités : doyen de la Faculté de philologie (pl) (1980-1982), chef du département de langue polonaise contemporaine (1982-1989), directeur de l'Institut de langue polonaise de Katowice (d) (1986–1989) avant d'être détaché à l'étranger.
Il obtient son doctorat sur la base d'une thèse dans le domaine de l'onomastique littéraire : « La dénomination dans l'œuvre de Stefan Żeromski ». En 1988, il reçoit le titre de professeur, remis par le président de la République Lech Wałęsa en 1992.
Il a été le fondateur et l'éditeur de la collection scientifique "Langage artistique". Il a reçu de nombreuses distinctions, notamment la croix de chevalier et la croix d'officier de l'Ordre Polonia Restituta. Depuis 2010, il est professeur honoraire de l'université de Silésie.
Il est le frère de l'illustrateur, peintre et sculpteur Józef Wilkoń.

## Œuvres choisies
- Nazewnictwo w utworach Stefana Żeromskiego. Wrocław 1970.
- (avec Marian Stępień (pl)) Historia literatury polskiej w zarysie, Varsovie, Państwowe Wydawnictwo Naukowe, 1978 (1e édition).
  - (sk) Dejiny poľskej literatury. trad. Ján Sedlák (d). Bratislava 1987
- Typologia odmian językowych współczesnej polszczyzny. Katowice 1987. 2e édition en 2000.
- 150 lat Szkoły Polskiej w Paryżu, 1842-1992 (150 ans de l'Ecole Polonaise de Paris, 1842-1992), Polska Misja Katolicka (Mission catholique polonaise (d)), 1992
- Język artystyczny. Studia i szkice. Katowice 1999.
- Spójność i struktura tekstu: wstęp do lingwistyki tekstu. Cracovie 2000.
- Trwanie a zmiana w języku. „LingVaria” 2010, nr 2, s. 69–74.
- Tradycja w języku. „Annales Universitatis Paedagogicae Cracoviensis. Studia Linguistica” VI: Dialog z tradycją. Cz. 1. Cracovie 2011, s. 5–11.

## Distinctions honorifiques
- Chevalier de l'ordre Polonia Restituta
- Officier de l'ordre Polonia Restituta
- Médaille de la Commission de l'Éducation nationale (pl) (équivalent polonais des Palmes académiques)